# Segue 1
Segue 1是史隆數位巡天在2006年於獅子座發現的一個矮橢球星系或球狀星團 。它在距離太陽約23,000秒差距之處，以206Km/s的相對速度移動。Segue 1的外觀有值得注意的長度比（大約是2：1），形狀與半光度半徑大約是30秒差距。如果Segue 1現在正受到潮汐力的擾亂，這種拉長的比率可能是銀河的潮汐力造成的。

## 性質
Segue 1是銀河系最小和曾經是最黯淡的銀河衛星星系。它的集成光度大約是太陽的300倍 （絕對視星等大約是-1.5等），這樣的光度還比不上一個典型的球狀星團 。觀測顯示它的質量約為60萬太陽質量，這意味著Segue 1的質光比是3400。在2011年之前，Segue 1是已知的所有星系中質光比最高的。如此高的質光比，意味著它的主要成分可能是暗物質。但是，因為前景有值得注意的汙染，會增加速度色散，因此很難估計這種暗弱天體的質量。此外，任何的質量估計都基於一個隱含的假設：引力束縛的天體，但在分裂或瓦解過程中的天體，這未必是真實的。
Segue 1的恆星族群主要是在120億年前形成的老年恆星。這些老年恆星的金屬量也都非常低，在[Fe/H] ≈ −2.5 ± 0.8，這意味著太陽的重元素含量是這些恆星的300倍。目前在Segue 1沒有新的恆星在形成。迄今尚為能在其中檢測到中性氫 －－上限為太陽質量的13倍。估計在其中大約有1000顆左右的恆星，其中有7顆被發現是在紅巨星的階段。Segue 1的化學成分顯示在這個星系形成後，沒有大量的化學演化；配合這個現象的想法是它可能只經歷過一次恆星形成的爆炸，因而可能是早期宇宙倖存下來的化石星系。
Segue 1位於和太陽有著相同距離的人馬座星流之中。它可能曾經是人馬座矮橢球星系中的一個球狀星團，之後受到銀河系潮汐力而被剝離了。然而，最近研究的結論認為Segue 1與人馬座星流沒有實際上的關聯，它不是被潮汐剝離的。如果Segue 1在過去是一個星系，它可能是人馬座矮橢球星系的衛星星系。

## 註解
1. ↑  來自其它來源的絕對星等從-1.6至-3.0[2][6]

## 外部連結
- . W.M. Keck Observatory.   [4 November 2011]. （原始内容存档于2016-03-10）.